# OpenDarwin

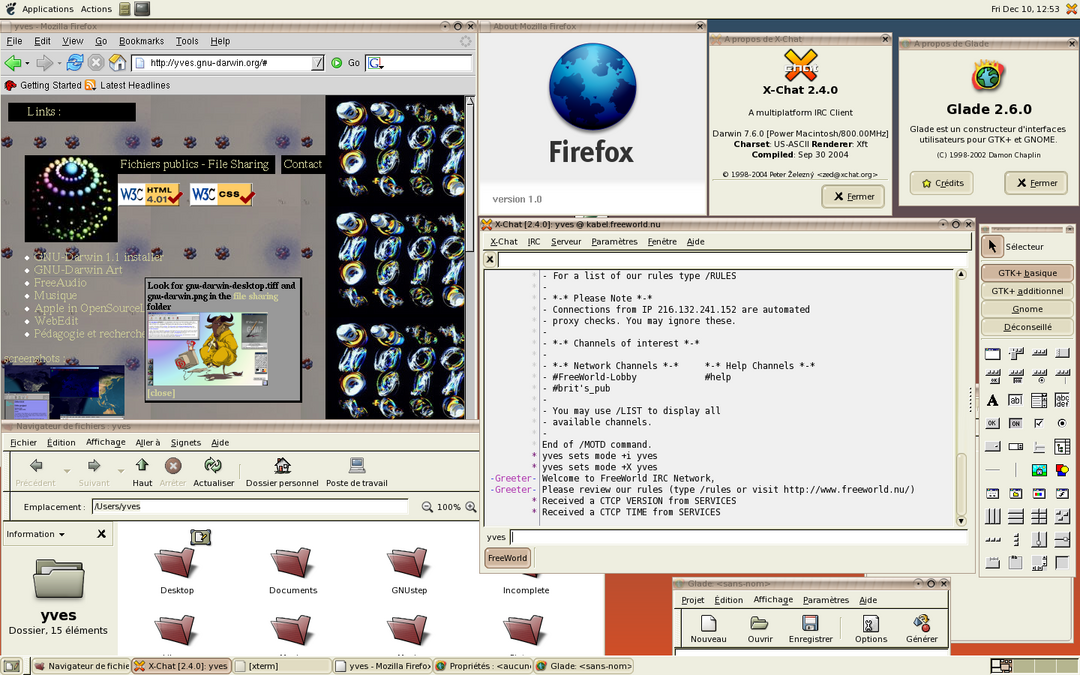
OpenDarwin上で実行されたGNOME。

Mac OS X 構造

OpenDarwinは、Appleの成果物であるDarwinに対するオープンソースコミュニティOpenDarwinプロジェクトによるオープンソースオペレーティングシステムテクノロジの成果物。
2006年7月25日 OpenDarwinプロジェクトチームはプロジェクト終了を発表した。2007年、後継のPureDarwinプロジェクトが立ち上げられ、現在に至る。